# Tetrix bolivari
Tetrix bolivari är en insektsart som beskrevs av Félicien Henry Caignart de Saulcy 1901. Tetrix bolivari ingår i släktet Tetrix och familjen torngräshoppor. Inga underarter finns listade i Catalogue of Life.